# Diana Hayden
Pour les articles homonymes, voir Hayden.
Diana Hayden, née le 1er mai 1973 à Hyderabad (Telangana), est une actrice et mannequin indienne, élue Miss Monde 1997,.

## Biographie
Diana Hayden naît à Hyderabad dans l'état du Telangana, le 1er mai 1973. Issue d'une famille chrétienne anglo-indienne, elle fréquente l'école secondaire St. Ann, à Secunderabad et étudie le théâtre et l'art dramatique à la Royal Academy of Dramatic Art, à Londres, au Royaume-Uni. 
Avant de se lancer dans le mannequinat, elle commence à travailler pour une société de gestion d'événements appelée Encore. Ensuite, elle travaille comme responsable des relations publiques chez BMG Crescendo, où elle gère les carrières des chanteuses Anaida et Mehnaz Hoosein. Sur la recommandation d'Anaida, elle s'est inscrite comme candidate au concours de Miss Inde, en 1997.

## Filmographie

### Cinéma

#### Longs-métrages
- 2003 : Tehzeeb de Khalid Mohamed : Sheena Roy
- 2004 : Ab... Bas! de Rajesh Kumar Singh : Somiya Mathur / Somiya K. Malhotra
- 2005 : Othello: A South African Tale d'Eubulus Timothy : Émilia

### Télévision

#### Séries télévisées
- 2003 : Holby City : Nat Hussein (saison 5, épisode 46)